# Jorge Casaretto
Alcides Jorge Pedro Casaretto (Buenos Aires, 27 de dezembro de 1936), mais conhecido pelo nome do meio, Jorge Casaretto, é um prelado católico argentino. Foi bispo da diocese de Rafaela (1976-1983) e segundo bispo da diocese de San Isidro, cargo no qual serviu por 27 anos e para o qual manteve o "título" de bispo emérito. Em junho de 2012 foi nomeado Administrador Apostólico da Diocese de Merlo-Moreno, cargo que ocupou até maio de 2013, quando Fernando Carlos Maletti foi nomeado Bispo da Diocese.